# Хітон

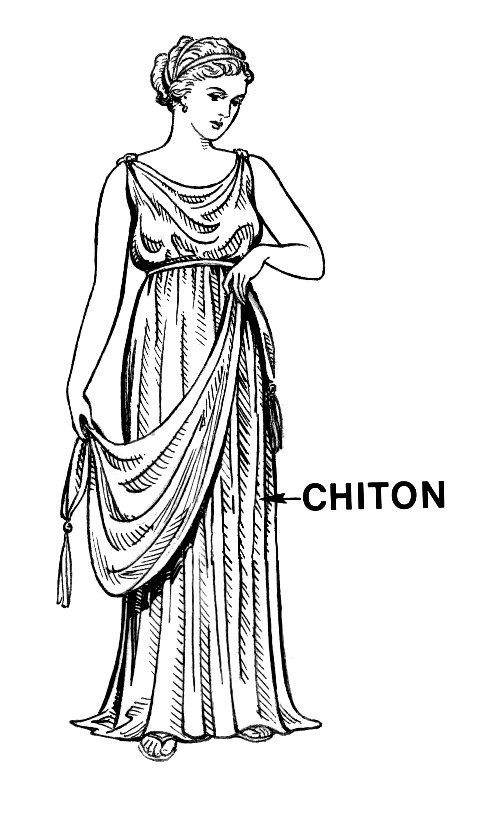
Жіночий хітон

Хіто́н (грец. χιτών) — у стародавніх греків (спочатку в іонян) вид сорочки чоловічого та жіночого нижнього одягу, яку шили з льону.
Згадується цей елемент одягу і в Біблії. У другій книзі Мойсея, Вихід, глава 39:27 словом χιτών названий елемент одягу найперших священників.
З іонійським хітоном не слід змішувати дорійський пеплос (відповідно гіматій) — прямокутний шматок вовняної матерії, який не зшивається, а закріплюється на плечах застібками (фібулами).

## Історія
Найдавніший одяг греків виготовлялася з вовни; лляні тканини увійшли у вжиток лише в гомерівську епоху. Іонійці, які раніше за інші грецькі племена почали носити хітони з льону, запозичили як матеріал, так і його назву в семітів, що позначали льон словами Kett, Kattan, kittân, тобто полотно.
У Гомера хітон служить лише як чоловічий спідній одяг; гомерівські жінки носять ще вовняні пеплоси, доричного типу. За свідченням Геродота, одяг, який в його часи називали дорійським, спочатку носили жінки всіх грецьких племен, іонійський же одяг був запозиченим у карійців. Щоб одяг не сповзав з плечей, використовували зав'язки. Шийні і плечові борти нерідко обшивалися вузькою облямівкою. Чоловічі хітони були короткими (до і вище колін), середні (до литок) і довгі — до п'ят. Довгі чоловічі хітони слугували одягом богів, осіб похилого віку і знаті, а також святковим вбранням. З 5 століття їх носили лише жерці, кіфареди, флейтисти і управителі колісниць.